# Frances Lee McCain
Frances Lee McCain (San Diego, California, 28 de julio de 1944) es una actriz estadounidense. 
Se graduó de Ripon College con una licenciatura de filosofía y luego estudió actuación durante tres años en la Central School of Speech and Drama de Londres, Inglaterra. Realizó una maestría en psicología en el California Institute of Integral Studies en 2000.

## Filmografía seleccionada
- The Laughing Policeman (1973)
- The War Widow (1976)
- Real Life (1979)
- Honky Tonk Freeway (1981)
- Tex (1982)
- Gremlins (1984)
- Footloose (1984)
- Back to the Future (1985)
- Stand by Me (1986)
- It Takes Two (1988)
- Scream (1996)
- Patch Adams (1998)
- True Crime (1999)
- No Return (2003)
- Stitch in Time (2012)